# UVERworld KING'S PARADE Nippon Budokan 2013.12.26
『UVERworld KING'S PARADE Nippon Budokan 2013.12.26』（ウーバーワールド キングスパレードニッポンブドウカン 2013.12.26）は、UVERworldの9枚目のライブDVDである。2014年9月24日にgr8!records (SME) より発売された。同時に、Blu-ray Disc版も発売された。

## 概要
本作は、UVERworldが2013年12月26日に行った日本武道館でのワンマンライブ（男祭り）の映像を収録している。初回生産限定盤特典映像には、前日同場所でクリスマスに行われた女祭りの模様を5曲収録。初回生産限定盤のみ特製クリア三方背ケース仕様、Special photo bookが付属している。
当日のセットリストには、「6つの風」と「Born Slippy」が歌われているが、その2曲はカットされている。
2014年10月23日から11月2日の間、東京都の新宿区にあるユニカビジョンでUVERworldの特集番組が放映され、本作収録の「Fight For Liberty」、「7th Trigger」、「ナノ・セカンド」、「MONDO PIECE」の映像がフルで公開されていた。
キャッチコピーは、『「男、男、男、男、男、男、男、男祭り！」』。

## 収録曲

### Disc-1
1. Wizard CLUB
2. Fight For Liberty
3. Don't Think. Feel
4. ace of ace
5. DEJAVU
6. KINJITO
7. GOLD
8. LIMITLESS
9. REVERSI
10. 23ワード
11. NO.1
12. 7日目の決意
13. 別世界
14. BABY BORN & GO
15. UNKNOWN ORCHESTRA
16. CORE PRIDE
17. 7th Trigger
18. ナノ・セカンド
19. MONDO PIECE

### 特典映像
1. SHAMROCK
2. CHANCE!
3. 君の好きなうた
4. 浮世CROSSING
5. energy